# Gérard Bertrand (rugby à XV)
Ne doit pas être confondu avec Gérard Bertrand.
Pas d'image ? Cliquez ici

a Compétitions nationales et continentales officielles uniquement.

Gérard Bertrand, né le 27 janvier 1965 à Narbonne, est un joueur de rugby à XV, vigneron et entrepreneur français.
Il joue comme troisième ligne aile au RC Narbonne, dont il devient capitaine, et termine sa carrière sportive comme capitaine du Stade français.
Reprenant le domaine viticole familial à la mort de son père, il mène pendant huit ans les carrières sportive et vigneronne de front, et se consacre à partir de 1995 à son entreprise viticole. Gérard Bertrand a bâti un grand groupe viticole qui porte son nom et qui se veut ambassadeur du Languedoc en France et dans le monde.

## Joueur de rugby à XV
Troisième ligne, il joue la plupart de sa carrière au RC Narbonne (1983-1992) remportant trois Challenge Yves du Manoir consécutifs en 1989, 1990 et 1991.
Le 22 mai 1988, il est invité pour jouer avec les Barbarians français contre le XV d'Irlande à La Rochelle. Les Baa-Baas s'imposent 41 à 26.
Il rejoint ensuite le Stade français, dont il est capitaine (1992-1994). Il fait alors monter le club en groupe B2.
Le 19 juin 1993, il est invité pour jouer avec les Barbarians français contre le XV du Président pour le Centenaire du rugby à Grenoble. Les Baa-Baas s'imposent 92 à 34.

## Entrepreneur vigneron
Son père meurt accidentellement en 1987, et Gérard Bertrand, qui a alors 22 ans, reprend le domaine familial de Villemajou, dans les Corbières, tout en poursuivant le rugby. 

« Deux défis me tendent les bras : l'espoir de devenir champion de France, et la révélation du potentiel des vins de notre région. Choisir, c'est renoncer. Je décide de mener de front les deux carrières. »

Fils du Languedoc et amoureux de sa terre, il travaille à l'augmentation de la qualité de ses vins et veut en être l'ambassadeur : « L’histoire du bordeaux s’est écrite dès 1850, celle du bourgogne depuis le XIe siècle. Celle du Languedoc, elle, reste à écrire !. »
En trente ans, son domaine est passé de 60 à 750 hectares,, dont deux tiers sont cultivés en biodynamie. Il est constitué de 15 domaines en Languedoc-Roussillon, dont les vins sont distribués dans 150 pays,.
En 2019, la surface du vignoble atteint 920 hectares, et la totalité est cultivée en biodynamie (fin des certifications prévue en 2023).
Chaque année, il organise un festival de jazz dans son vignoble.
Toujours très proche du monde rugbystique, il est en 2023, un des actionnaires majeurs de son club de cœur, celui du RC Narbonne.

## Décoration
Le 29 décembre 2022, Gérard Bertrand est nommé au grade de chevalier dans l'ordre national de la Légion d'honneur.

## Publications
- Le vin à la belle étoile, Paris, La Martinière, 2015, 201 p. (ISBN 978-2-7324-7069-6, SUDOC 189792396).
- La nature au cœur : pour un monde meilleur, Paris, Albin Michel, coll. « Témoignages », 2021, 192 p. (ISBN 978-2226461667).